# Sara Jane Olson
 (mars 2019).
Si vous disposez d'ouvrages ou d'articles de référence ou si vous connaissez des sites web de qualité traitant du thème abordé ici, merci de compléter l'article en donnant les références utiles à sa vérifiabilité et en les liant à la section « Notes et références ».
Pour les articles homonymes, voir Olson.
Sara Jane Olson, anciennement Kathleen Soliah (née le 16 janvier 1947) est un membre de l'Armée de libération symbionaise ayant grandi à Palmdale, Californie. Elle a passé la majorité de sa vie sous le nom de Sara Jane Olson, qui est aujourd'hui son nom légal. En 2001, elle a plaidé coupable à deux chefs d'accusation pour possession d'explosifs avec intention de meurtre.

## Armée de libération symbionaise
Kathleen Soliah est une proche d'Emily Harris, membre de l'Armée de libération symbionaise. Après que tous les membres de cette armée, à l'exception d'Emily Harris, Bill Harris et Patricia Hearst, ont été tués dans un raid, les membres survivants ont contacté Soliah, qui, avec son frère Steve, sa sœur Joséphine et son petit ami Jim Kilgore ont rejoint le groupe.
Elle est impliquée dans le hold-up du 21 avril 1975, dans lequel Emily Harris a tué une cliente, Myrna Opsahl. Selon Patricia Hearst, qui était dans la voiture en fuite, Kathleen Soliah a frappé une employée enceinte, ce qui a conduit à une fausse couche.

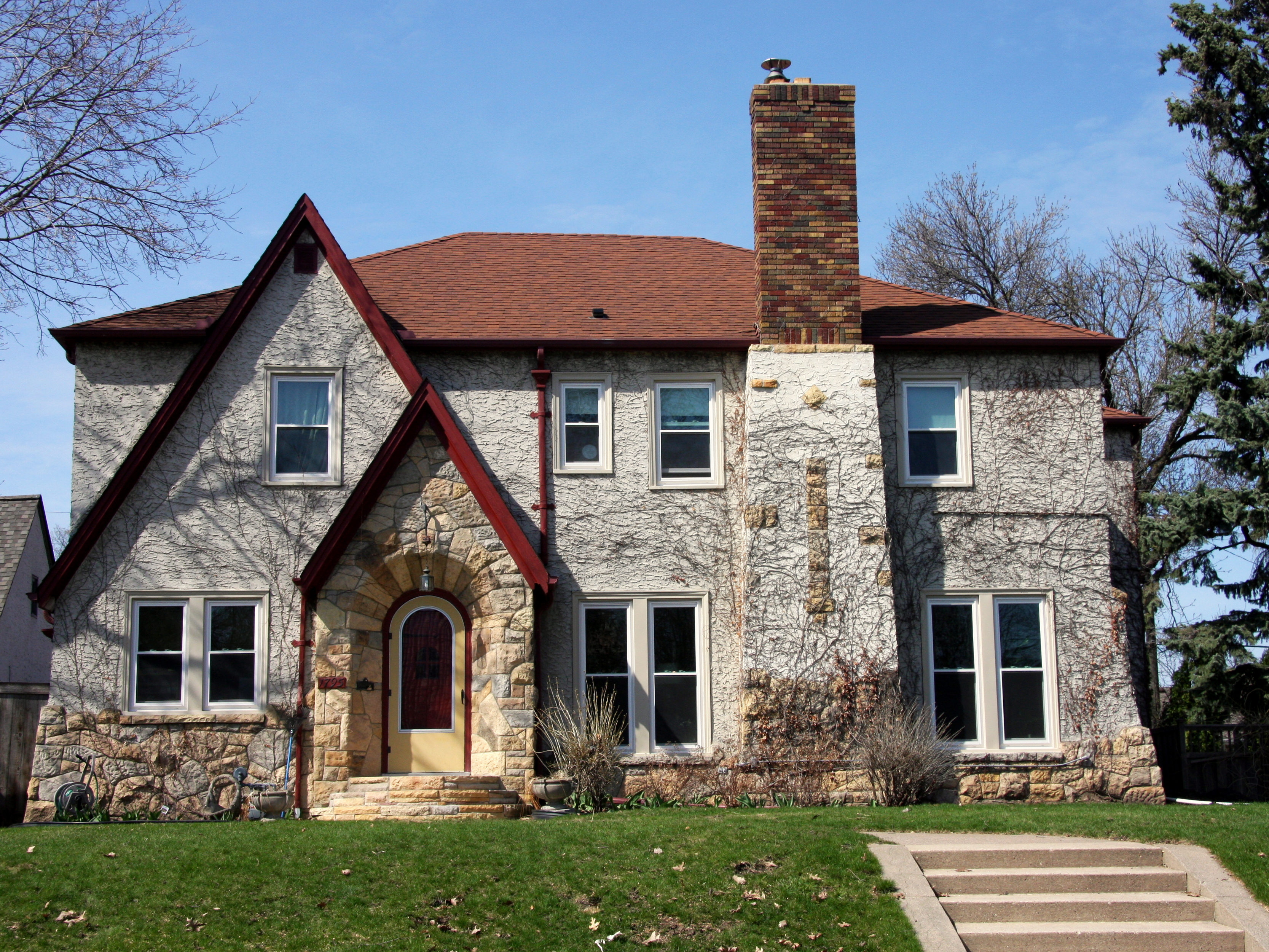
La maison du 1795 Hillcrest Avenue Ouest à Highland Park à Saint Paul, Minnesota, États-Unis, où Kathleen Soliah vit sous le nom de Sara Jane Olson

Elle est emprisonnée à la prison pour femmes de Chowchilla, en Californie. La durée de sa peine a été modifiée à plusieurs reprises. Libérée le 17 mars 2008, elle est de nouveau arrêtée le 21 mars. Elle est libérée en 2009.
Kathleen Soliah a changé son nom en Sara Jane Olson.